# Bataille d'Héraclée
Vous lisez un « article de qualité » labellisé en 2006.
Sauf précision contraire, les dates de cet article sont sous-entendues « avant l'ère commune », c'est-à-dire « avant Jésus-Christ ».
Guerre de Pyrrhus en Italie
Batailles
- Héraclée
- Ausculum
- Beneventum

La bataille d'Héraclée (actuellement, la commune de Policoro) est une bataille de l'Antiquité (280 av. J.-C.) qui vit s'affronter d'une part les troupes de la République romaine, commandées par le consul Publius Valerius Laevinus, et d'autre part celles de la coalition grecque d'Épire, de Tarente, de Thurii, de Métaponte et d'Héraclée, sous le commandement du roi d'Épire, Pyrrhus Ier. Les Grecs, conduits par un de leurs généraux les plus talentueux, remportèrent la victoire.
Cette bataille s'inscrit dans le cadre des luttes entre la Grande-Grèce et la jeune République romaine, qui tente d'étendre son hégémonie sur toute la péninsule italienne. Elle incarne également les premiers affrontements du monde romain et du monde grec.

## Contexte
Tarente est une des nombreuses colonies grecques de Grande-Grèce. À la fin du IVe siècle av. J.-C., les dirigeants de la cité, les démocrates Philocharis et Ainesias, s'opposent à la République romaine, car ils craignent de perdre leur indépendance vis-à-vis d'une Rome grandissante. Cette inquiétude s'accentue après les succès militaires romains : alliance entre Romains et Lucaniens en 298, soumission des Samnites en 291, des Sabins en 290, victoire sur les cités étrusques et les mercenaires gaulois.
L’historien Pierre Grimal rappelle les bonnes relations entre Rome et les cités grecques établies lors des longues guerres samnites, et le développement des relations commerciales romaines vers l’Orient. Toutefois un traité passé en 303 avec Tarente interdit aux navires romains de naviguer à l’Est du cap Lacinium près de Crotone, c'est-à-dire de passer dans le golfe de Tarente pour aller commercer vers la Grèce et l’Orient. Tant que les guerres en Italie centrale mobilisaient Rome, ces restrictions passaient au second plan. Mais selon l'historien Marcel Le Glay, une faction politique romaine autour des Fabii et des grandes familles campaniennes prône l’expansion vers le sud de l’Italie et au-delà. Le blocage des droits de navigation va être un motif de conflit entre Romains et Tarentins.
Les Romains étendent donc leur contrôle vers le Sud en fondant de nombreuses colonies en Apulie et en Lucanie, dont la plus importante est Venusia. Vers 285, les troupes romaines interviennent dans les colonies grecques d'Italie : Crotone, Locres et Rhegium, pour les protéger des attaques des Lucaniens et des Bruttiens.
Les démocrates de Tarente savent pertinemment qu'une fois terminées les guerres contre leurs voisins immédiats, les Romains tenteront de s'emparer de la ville de Tarente. De plus, les Tarentins s'inquiètent de la prise du pouvoir des aristocrates à Thurii, qui décident en 282 d'accueillir une garnison romaine dans leur cité, pour faire face aux montagnards de Lucanie. Une autre garnison de soldats campaniens, auxiliaires des Romains, s'installe à Rhegium, mettant le détroit de Messine sous protection romaine. Ces actes vont à l'encontre de l'indépendance des colonies de la Grande Grèce.
La seconde force politique importante de Tarente, les aristocrates menés par Agis, n'est pas opposée à entrer dans l'alliance romaine si elle parvient à reprendre le pouvoir dans la cité. Cette position provoque l'impopularité des aristocrates à Tarente.

## Les incidents déclencheurs
À l'automne de 282, Tarente célèbre son festival en l'honneur de Dionysos et, de leur théâtre en bord de mer, ses habitants parviennent à voir des navires romains qui entrent dans le golfe de Tarente, mission d'observation de dix navires pontés dirigée par Cornelius Dolabella selon l'historien Appien.
Les Tarentins, excédés de la violation par les Romains du traité leur interdisant de pénétrer dans le golfe de Tarente, lancent leur flotte contre les navires romains. Durant le combat, quatre navires romains sont coulés et un est capturé.
L’historien romain Dion Cassius (162/163-235 apr. J.-C.) donne une tout autre version de l’incident : Lucius Valerius, envoyé par Rome à Tarente, s’approche de la ville. Les Tarentins, égarés par l’ivresse de la fête et croyant à une intention mauvaise, l’attaquent et l’envoient par le fond.
L'armée et la flotte tarentine poursuivent par l’attaque de la ville de Thurii, rétablissent les démocrates au pouvoir et chassent les aristocrates qui ont fait alliance avec Rome. La garnison romaine est chassée de la ville.
Les Romains envoient alors une mission diplomatique dirigée par Postumius. Selon Dion Cassius, les ambassadeurs romains furent cette fois accueillis par les moqueries et les outrages de la populace tarentine, un fêtard aurait même uriné sur la toge de Postumius,. Ce dernier se serait alors exclamé « Riez, riez, votre sang lavera mes habits ».
Appien donne une version plus neutre de la rencontre : les Romains exigent la libération des prisonniers romains, présentés comme de simples observateurs, le retour des Thuriens expulsés de leur cité, avec indemnisation des dommages qui leur ont été causés, et la livraison des auteurs de ces crimes. Aux revendications romaines se joint le choc culturel : les ambassadeurs romains parlent mal le grec, leurs toges amusent l’assistance. Les revendications romaines excessives sont repoussées, Rome se sent dans son droit et peut déclarer une guerre « juste » à Tarente.
Malgré leur victoire, les Tarentins sont conscients de leur faiblesse vis-à-vis de Rome, et demandent l'aide de Pyrrhus Ier, roi d'Épire.

## Premières interventions armées
En 281, sous le commandement de Lucius Aemilius Barbula, les légions romaines entrent dans Tarente et la pillent. Malgré les renforts samnites et salentins, Tarente perd la bataille contre les Romains. À l'issue du combat, les Grecs choisissent Agis pour demander une trêve et engager des pourparlers avec Rome. Cependant, les négociations sont rompues lorsque débarquent à Tarente 3 000 soldats épirotes, avant-garde de Pyrrhus sous le commandement de Milon. Le consul romain Barbula est contraint de fuir, sous la pression des attaques des navires grecs.
La décision de Pyrrhus Ier d'aider la cité de Tarente contre les Romains est motivée par l'aide fournie quelque temps plus tôt par les Tarentins, lors de la conquête de l'île de Corcyre par les Épirotes. Les Tarentins lui font miroiter un potentiel de 350 000 hommes et 20 000 chevaux recrutables chez les Samnites, les Lucaniens et les Bruttiens. Son but principal est de reconquérir la Macédoine qu'il a perdue en 285, mais il n'a pas assez de moyens chez lui pour recruter de nouveaux soldats.
Pyrrhus Ier projette d'aider Tarente, puis de se rendre par la suite en Sicile afin d'attaquer Carthage. Ainsi, après avoir amassé un butin important dans sa guerre contre Carthage et sa conquête du sud de l'Italie, il prévoit de réorganiser son armée pour conquérir la Macédoine.

## Préparatifs
Avant de quitter l'Épire, Pyrrhus emprunte de nombreuses phalanges au roi de Macédoine Ptolémée Kéraunos (281–279) et demande une aide financière et maritime à Antiochos Ier, le roi séleucide, et à Antigone Gonatas, le fils de Démétrios Poliorcète. Le roi d'Égypte Ptolémée II lui promet également d'envoyer 4 000 fantassins, 5 000 cavaliers et 50 éléphants de guerre,. Ces forces auront pour mission principale de défendre l'Épire durant la campagne menée en Italie.
Il recrute également de nombreux soldats grecs, comme des cavaliers de Thessalie et des archers de Rhodes.
Au printemps 280, Pyrrhus embarque vers les côtes italiennes : il envoie à Tarente une avant-garde de 3 000 hommes commandée par Cinéas, puis transfère en bateau 20 000 fantassins, 3 000 chevaux, 20 éléphants de guerre, 2 000 archers et 500 frondeurs, soit une armée de 25 000 hommes.
Les Romains, prévenus de l'arrivée imminente de Pyrrhus, décident de mobiliser huit légions avec leurs auxiliaires. Ces huit légions comptent 80 000 soldats divisés en quatre armées :
- La première armée, placée sous le commandement de Barbula, a pour mission de retenir les Samnites et les Lucaniens afin qu'ils ne puissent pas rejoindre l'armée de Pyrrhus. Cette armée est cantonnée près de Venusia.
- La deuxième armée a pour mission de protéger Rome, au cas où Pyrrhus tenterait de l'attaquer.
- La troisième armée, placée sous le commandement du consul Tiberius Coruncanius, doit attaquer les Étrusques, afin d'éviter une alliance de ces derniers avec Pyrrhus.
- La quatrième armée, placée sous le commandement du consul Valerius Laevinus, doit attaquer la ville de Tarente et ravager la Lucanie.

Valérius Laevinus décide de se rendre à Héraclée, une ville fondée par les Tarentins, avec l'intention de couper la route de Pyrrhus vers les colonies grecques de Calabre. Cette manœuvre empêche ces colonies grecques de Calabre de se soulever contre Rome.

## Les forces en présence
Notre source habituelle sur le détail des effectifs romains, à savoir Tite-Live, est malheureusement lacunaire sur cette période. Faute de précisions chez les autres auteurs antiques, les éléments mentionnés ci-dessous reprennent donc Plutarque pour les effectifs grecs et sont complétés par des estimations possibles mais non certaines des forces romaines et alliées en présence. En outre, Plutarque semble se contredire quand il parle de naufrages qui anéantirent une bonne partie des troupes de Pyrrhus et, au chapitre suivant, conserve les chiffres de départ pour énumérer l'armée grecque.
| République romaine | Épire et Tarente |
| --- | --- |
| Commandant : Publius Valerius Laevinus - 16 800 légionnaires romains répartis en quatre légions - 20 000 troupes alliées répartis en quatre légions - 1 200 cavaliers romains - plusieurs milliers de cavaliers alliés, Certains de ces soldats avaient pour mission de protéger le camp et n'ont donc pas pris part aux hostilités. | Commandant : Pyrrhus Ier d'Épire - 20 000 fantassins - 3 000 cavaliers, incluant les troupes de Thessalie - 3 000 hypaspistes sous le commandement de Milon - 2 000 archers - 500 frondeurs de Rhodes - hoplites et cavaliers de Tarente, vraisemblablement - 20 éléphants de guerre |

## Déroulement de la bataille
Pyrrhus ne décide pas immédiatement de marcher sur Rome car il souhaite obtenir, préalablement, le renfort de ses alliés de Grande Grèce. Des effectifs de Tarentins sont enrôlés, sans grand empressement de leur part. Pendant ce temps, le consul Laevinus ravage la Lucanie pour empêcher les Lucaniens et les Bruttiens de rejoindre Pyrrhus.
Comprenant que les renforts Lucaniens et Bruttiens ne viendront pas, Pyrrhus décide d'attaquer les Romains dans une plaine non loin de la rivière Siris (aujourd'hui Sinni), située entre les villes d'Héraclée et de Pandosia. Il prend position et décide d'attendre les Romains.
Avant d'engager le combat, Pyrrhus envoie des diplomates au consul romain Laevinius, afin de proposer son arbitrage dans le conflit entre Rome et les populations du Sud de l'Italie. Il promet que ses alliés respecteraient sa décision, si les Romains acceptent de le prendre comme arbitre, dans ce conflit.
Les Romains rejettent la proposition faite par Pyrrhus, et installent leur campement dans la plaine sur la rive droite de la rivière Siris. Valerius Laevinus dispose d'environ 30  à   35 000 soldats sous son commandement, dont de nombreux cavaliers.
Le nombre de troupes laissées par Pyrrhus à Tarente est inconnu, cependant on estime qu'il y a entre 25  et   30 000 soldats avec lui à Héraclée, soit moins que les Romains.
Il prend position sur la rive gauche de la rivière Siris, espérant que les Romains auraient des difficultés pour la traverser. Pyrrhus souhaite de cette manière obtenir plus de temps pour préparer son offensive.

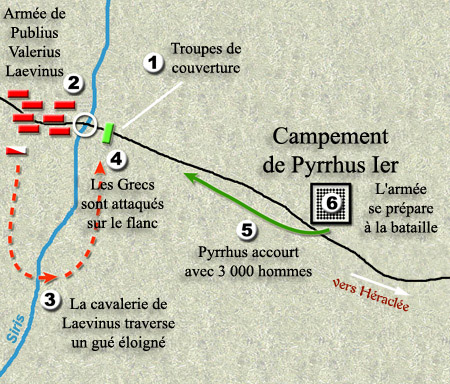
Première phase de la bataille

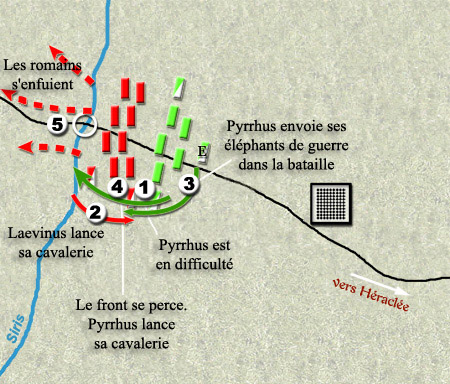
Seconde phase de la bataille

Denys d'Halicarnasse (auteur du Ier siècle av. J.-C.) dans ses Antiquités romaines et Plutarque (46-125) qui s'en inspire pour sa Vie de Pyrrhus (16 et 17), donnent le plus de détails sur les péripéties de la bataille. On se base donc sur leur récit.
À l'aube, les Romains commencent à traverser la rivière Siris, et la cavalerie romaine attaque l'infanterie légère et les éclaireurs grecs par les flancs, qui sont alors contraints de prendre la fuite (voir l'illustration sur la première phase de la bataille).
Dès que Pyrrhus apprend que les Romains commencent à traverser la rivière, il ordonne à la cavalerie macédonienne et thessalienne d'attaquer la cavalerie ennemie. Son infanterie, composée de peltastes, d'archers et d'une infanterie lourde, commence à se mettre en marche. La cavalerie grecque parvient avec succès à désorganiser les troupes romaines et à provoquer leur retraite.
Pendant l’affrontement, Oblacus Volsinius, chef d’un détachement auxiliaire de la cavalerie romaine, repère Pyrrhus grâce aux armes magnifiques qu’il porte et le suit dans ses déplacements. Portant une attaque soudaine, il blesse et jette Pyrrhus à bas de son cheval, avant d’être tué par les compagnons de ce dernier. Pyrrhus se relève mais pour éviter de constituer une cible trop repérable, il confie ses armes à Mégaclès (en), un de ses officiers.
Les phalanges commencent leur attaque. Elles mènent plusieurs attaques, toutes suivies par des contre-offensives romaines. Cependant, les troupes grecques parviennent à franchir les premières lignes, mais ne peuvent atteindre les unités romaines sans rompre leur formation, ce qui risquerait de les exposer dangereusement à une contre-offensive romaine.
Dans cette lutte indécise, Mégaclès, que les Romains prennent pour Pyrrhus, est tué. Les Romains exultent, mais Pyrrhus se montre et ranime le courage de ses troupes. Il décide d'envoyer ses éléphants de guerre dans la bataille. Selon Florus « Leur masse, leur difformité, leur odeur inconnue, leur cri aigu, épouvantèrent les chevaux ». Leur panique et leur fuite provoque la défaite romaine,,. La cavalerie épirote attaque alors les ailes de l'infanterie romaine.
L'infanterie romaine s'enfuit permettant ainsi aux Grecs de s'emparer du camp romain. Dans les batailles antiques, la prise de son camp par l'adversaire sanctionne une défaite totale sur le terrain. On peut donc supposer que les Romains ont tout abandonné : matériel, animaux de bât, ravitaillement, bagages individuels. Les légionnaires survivants regagnent Venusia, probablement démunis de tout équipement.
Plutarque rapporte les pertes de la bataille en citant deux sources, assez divergentes :
- Selon l'historien grec Hieronymos de Cardia, l'armée romaine a perdu environ 7 000 soldats tandis que Pyrrhus en a perdu 4 000.
- Selon Denys d'Halicarnasse, les pertes sont très élevées : près de 15 000 morts romains, et 13 000 pour Pyrrhus.

S'y ajoutent selon Eutrope 1 800 romains faits prisonniers. Un historien tardif, Paul Orose (vers 380-vers 418), fournit un bilan des pertes romaines d'une précision surprenante : 14 880 morts et 1 310 prisonniers pour les fantassins, 246 cavaliers tués et 502 prisonniers, ainsi que 22 enseignes perdues. Les valeurs de Paul Orose recoupent celles de Denys et d'Eutrope, ce qui ne les rend pas forcément plus fiables.
Pyrrhus propose aux prisonniers romains de rallier ses rangs, comme cela se fait en Orient avec les contingents mercenaires, ce qu'ils refusent.

## Conséquences

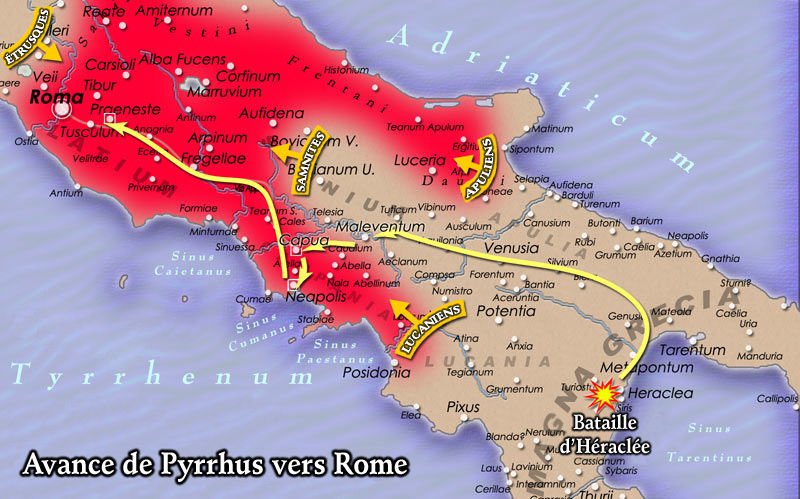
Progression de Pyrrhus vers Rome

Après la bataille, des renforts venant de Lucanie et du Samnium rejoignent l'armée de Pyrrhus. Les cités grecques se rallient aussi à Pyrrhus, dont Locres qui chasse sa garnison romaine. À Rhegium, dernière position de la côte sud italienne contrôlée par Rome, le préteur campanien Decius Vibellius (de) (ou Decius Vibullius) qui commandait la garnison fait défection : il massacre une partie des habitants et chasse les autres, et se proclame administrateur de Rhegium, se mutinant contre l'autorité romaine,.
Pyrrhus commence sa progression en Étrurie et capture de nombreuses petites villes en Campanie mais ne peut prendre Capoue. Sa progression est stoppée à Anagni, à deux jours de Rome (30 km), quand il rencontre une autre armée romaine. Pyrrhus se rend compte qu'il ne dispose pas d'assez de soldats pour se battre contre Laevinus et Barbula, qui vont probablement chercher à l'affronter. Devant ce constat, il décide de se retirer. Les Romains ne le pourchassent pas.
Par la suite, Fabricius Luscinus est envoyé en ambassade auprès de Pyrrhus pour traiter de l'échange des prisonniers capturés lors de la bataille d'Héraclée. Comme il refuse les présents de Pyrrhus, celui-ci, charmé de ses vertus, lui confie les prisonniers pour les emmener à Rome, à la condition de les lui renvoyer si le Sénat romain refuse de payer leur rançon. Le Sénat n'ayant point admis les demandes de Pyrrhus, Fabricius les lui renvoie, respectant ainsi sa promesse.
Cette bataille incarne, avec celle d'Ausculum, les dernières résistances de la Grande-Grèce face à la jeune République romaine qui étend son hégémonie sur la péninsule italienne. Malgré ses victoires d'Héraclée et plus tard d'Ausculum, Pyrrhus sera battu à Beneventum, ce qui marque le début du déclin militaire du monde grec au profit du monde romain.

## Citations
- Au vu des pertes considérables engendrées par la bataille et comme on le félicitait de sa victoire, Pyrrhus dit « Encore une pareille, et je retourne seul en Épire »[33]. Pour cette raison, une victoire néfaste pour le camp vainqueur est appelée une victoire à la Pyrrhus.
- Après sa victoire, Pyrrhus, ayant remarqué que les soldats romains qui avaient été tués étaient tous touchés de face[34], prononça ces paroles : « Avec de tels hommes, j'aurais pu conquérir l'Univers »[35].
- Rencontrant de nouveau l’armée de Laevinius beaucoup plus nombreuse qu’auparavant, Pyrrhus s’écria : « Taillés en pièces, les bataillons des Romains renaissent comme l’hydre »[36].

## Sources

#### Auteurs de l'Antiquité
- (en) Appien, « Les Guerres samnites, 15 et suiv. », dans Histoire romaine, Livius.org, 2005 (lire en ligne).
- (en) Denys d'Halicarnasse (trad. Earnest Cary), Antiquités romaines, Livre XIX, Loeb Classical Library, 1850 (lire en ligne).
- Florus (trad. Jules Pierrot), Abrégé de l'Histoire Romaine, Livre I, XVIII, Firmin Didot, 1865 (lire en ligne). , Texte traduit sur wikisource
- Justin (trad. sous la direction de M. Nisard), Histoire universelle. Abrégé des Histoires Philippiques de Trogue Pompée, Livre XVIII Guerre de Pyrrhus en Italie et en Sicile, 1865 (lire en ligne).
- Plutarque, Vie de Pyrrhus
- Plutarque, Vie de Laevinus
- Polybe (trad. Félix Bouchot), Histoire générale, Livre I, chapitre I, Charpentier, 1847 (lire en ligne).
- (en) « De la fondation de la ville, résumé des livres XII à XIV », dans Periochae (lire en ligne) {{Commentaire biblio=(résumé de Tite-Live rédigé au IVe siècle)}}
- Dion Cassius, Fragments, livre IX, CV et suivants .

#### Auteurs modernes
- Theodor Mommsen, traduit par C. A. Alexandre, Histoire romaine, Livre II, chapitre VII, Guerre entre Rome et le roi Pyrrhus, [lire en ligne]
- (pl) Krzysztof Kęciek, Benewent 275 p.n.e, Bellona Warsaw 2001
- Jérôme Carcopino, Pyrrhus, conquérant ou aventurier ?, dans Profils de conquérants, Paris, Flammarion, 1961, réédition 1992.  (ISBN 2080500899)
- (en) John Drogo Montagu, Battles of the Greek and Roman Worlds [détail des éditions]
- Eugène Talbot, Histoire romaine, 1875 [lire en ligne]
- Rémi Saou, « Héraclée le premier choc entre légion et phalange », Guerres et Histoire, no HS 19,‎ juillet 2025, p. 22-27.